# Sea Organisation
 (juin 2008).
Si vous disposez d'ouvrages ou d'articles de référence ou si vous connaissez des sites web de qualité traitant du thème abordé ici, merci de compléter l'article en donnant les références utiles à sa vérifiabilité et en les liant à la section « Notes et références ».
La Sea Org est l'entreprise qui chapeaute l'ensemble de la scientologie dans le monde entier. Elle rassemble ses principaux administrateurs et dirigeants.

## Uneorganisation faîtièrede l'Église de la scientologie
La Sea Organisation ou Sea Org est une association scientologue établie en 1968 par L. Ron Hubbard, écrivain de science-fiction et fondateur de la scientologie. Ses membres se trouvent dans l'organisation centrale de gestion de la scientologie autant que dans les églises individuelles. Initialement créées en mer, les coutumes et traditions maritimes persistent aujourd’hui, dans une branche terrestre de l'organisation.
La Sea Org a autorité sur l’Église de Scientologie, sur toutes les organisations ouvertes de dianétique et de scientologie et sur toutes les organisations liées à la scientologie. C’est le sommet du système hiérarchique de la scientologie. Son dirigeant actuel est David Miscavige qui succéda à L. Ron Hubbard à sa mort en 1986.
Malgré son nom, la Sea Org n'est pas une entité incorporée, mais plutôt ce que l’église appelle un « ordre religieux fraternel ». Les membres de la Sea Org ne travaillent pas directement pour la Sea Org, mais pour l’église de la scientologie spécifique, pour laquelle ils sont employés et reçoivent leurs allocations hebdomadaires.

## Origine

L. Ron Hubbard, principal fondateur de l'Église de scientologie en 1953 et de Sea Org en 1967.

La Sea Org est fondée en septembre 1966, lorsque L. Ron Hubbard quitte ses fonctions de dirigeant administratif de l'Église de scientologie pour se consacrer au développement des niveaux supérieurs de la scientologie. Il fait l'acquisition d'une flotte de trois bateaux et s'embarque avec des scientologues de longue date qui le soutenaient dans ses recherches. Ceux-ci ne sont pour la plupart pas familiers avec la vie en mer, et ont tout à apprendre du maniement d'un bateau en haute mer.
En 1967, Hubbard établit officiellement « l'organisation maritime » (Sea Org), ordre religieux dont le premier objectif est de former des scientologues dévoués aux niveaux supérieurs de scientologie, afin de les exporter dans les organisations prévues à cet effet. Il prend alors le titre de Commodore.
Il est attendu des membres de la Sea Org une loyauté et un dévouement absolus ; en cas de faute, ils peuvent éviter l'exclusion en se soumettant à un programme de réhabilitation appelé RPF (Rehabilitation Project Force). Selon Melton, certains dirigeants actuels[Quand ?] seraient eux-mêmes passés par cette réhabilitation forcée.
À partir de 1971, suivant les consignes de Hubbard, l'organisation maritime assume la direction internationale de l'Église de scientologie. La vie en mer d'Hubbard et de l'organisation maritime s'arrête en 1975, date à laquelle cette dernière s'installe à Clearwater en Floride tout en continuant d'assumer ses fonctions.
Les membres de la Sea Org continuent à porter des uniformes, avec des grades analogues à ceux de la United States Navy. Ils ont tous signé un contrat d'engagement d’un milliard d’années.

## Histoire

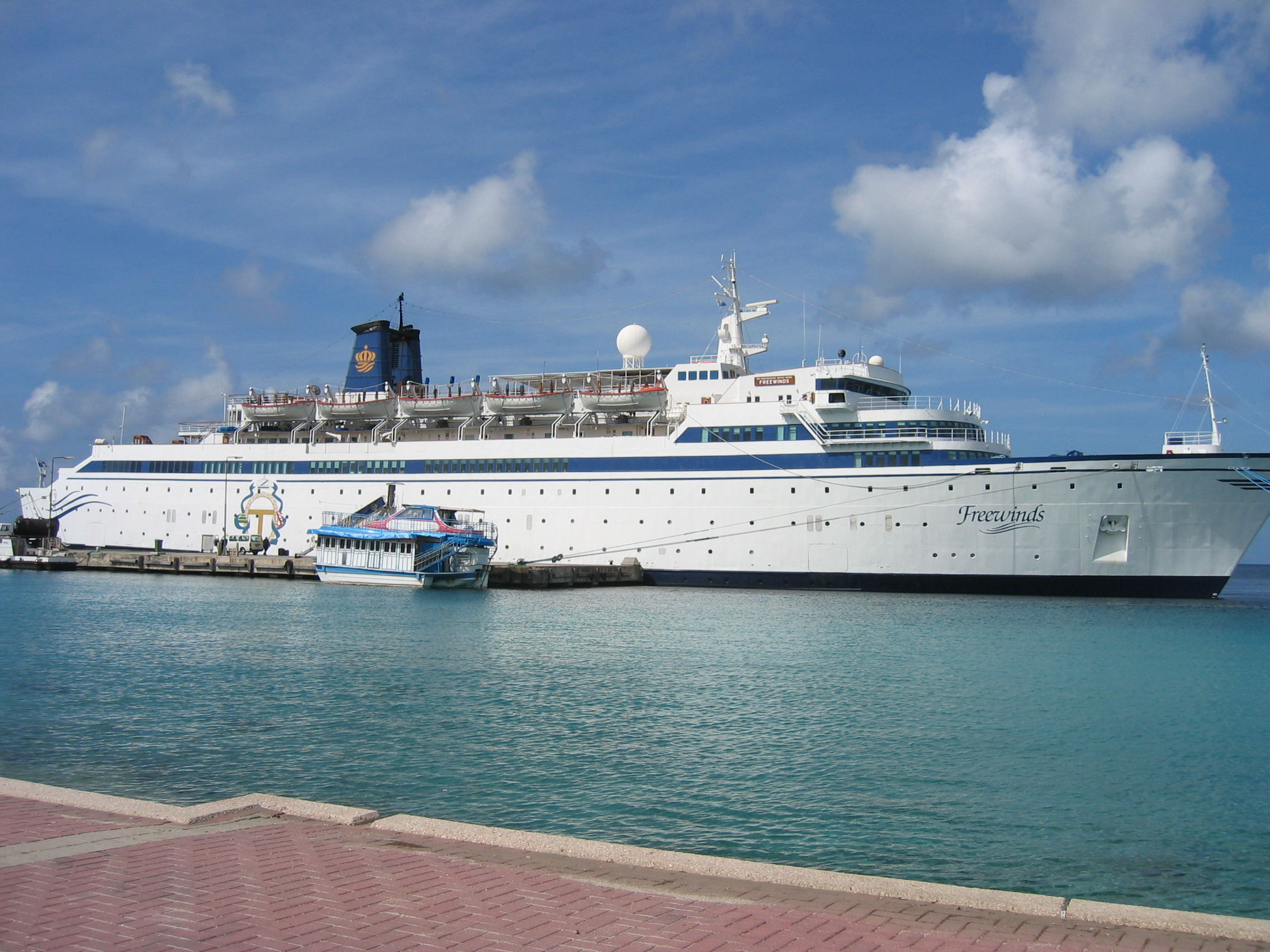
Freewinds.

En 1975, la scientologie a vendu le bateau et déménagé sur une « base terrestre » qui opère maintenant autour du monde. En 1987, un bateau, La Bohême a été acheté, qui fut par la suite renommé Freewinds. Les plus hauts niveaux de scientologie sont pensés sur le bateau. La Sea Org agit comme le représentant bienveillant et administrateur de la scientologie et a pour but déclaré « d'amener l’éthique sur la planète » (l’éthique scientologue[Quoi ?] plutôt que l’éthique dans son sens conventionnel). Une autre fonction de base est de « sauvegarder les niveaux avancés de la scientologie ». Selon la scientologie, la Sea Org est une fraternité religieuse plutôt qu'une entité incorporée.
En avril 2008, le Freewinds était fermé pour une vaste contamination à l’amiante, mais la Sea Org maintient toujours actuellement son caractère naval et ses uniformes. Seuls les membres de la Sea Org sont employés dans l'« organisation avancée de la scientologie ».

## Quartier général
Plusieurs membres de la Sea Org sont situés à Gold Base, rue Gilman Springs à San Jacinto en Californie.
Les principales bases de la Sea Organisation sont, en 1996, aux États-Unis (Los Angeles, Clearwater, New York), en Australie (Sydney), en Afrique de Sud (Johannesbourg), au Canada (Toronto), au Danemark (Copenhague), en Grande-Bretagne (East Grinstead) et au Mexique (Mexico City), ainsi que sur le Freewinds, navire basé dans les Caraïbes.

## Formation
Outre les formations scientologiques de bases, et un dévouement sans faille, les membres choisis pour intégrer l'EPF subissent un entrainement spécial, de type militaire mais sans utilisation d'armes à feu, dans un camp d'entraînement dénommé EPF (pour Estates Project Force), associé à la Flag Land Base.

## Critiques
Ses détracteurs affirment que la direction de la scientologie est devenue une organisation paramilitaire, sous la direction du « Commodore » L. Ron Hubbard. D'après eux, tous les membres de la Sea Org sont censés s'entraîner aux arts martiaux et au maniement des armes. Des officiers se vanteraient publiquement que la direction est « dure » et « impitoyable ». La compassion serait pratiquement ignorée dans les enseignements prolixes de Ron Hubbard.
Les membres de la Sea Org seraient soumis couramment à un emploi du temps jugé écrasant de 90 heures par semaine, pour une rémunération dérisoire. Certains se contenteraient parfois d'un régime alimentaire composé de riz, de haricots, et de porridge. La discipline est stricte et les sanctions très dures : la suspension de salaire et la privation de nourriture équilibrée précèderaient l'exclusion des quartiers dortoirs (quand le personnel est consigné dans la « hutte à cochons »).
Les membres de la Sea Org n'auraient qu'un droit de visite très restreint auprès de leurs enfants, couramment une ou deux heures par semaine. Les enfants sont affectés à la « Cadet Org », dans le but d'en faire des membres à part entière. Leur destin est tout tracé. Ils commencent à travailler pour la secte dès l'âge de douze ans, et sont parfois affectés à des postes-clés avant leur quinzième anniversaire.
Les opposants[Qui ?] reprochent à la sea org que des enfants âgés seulement de 12 ans exercent déjà les fonctions d'auditeurs, en recueillant les confessions des adultes.
D'après certains[Qui ?], David Miscavige se serait emparé du pouvoir par une révolution de palais à la mort du fondateur L. Ron Hubbard en 1986. Il se serait débarrassé alors de tous les membres encore scientologues de la famille Hubbard à commencer par Mary Sue Hubbard, épouse du fondateur, à l’exception d’Arthur et de Suzette Hubbard qu’il aurait éloignés cependant de la direction.

## Contrat d'un milliard d'années
Les membres de la Sea Org signent un contrat d'employé avec l'organisation pour un milliard d'années,. Selon les croyances scientologues, ils doivent retourner dans la Sea Org lorsqu'ils se réincarnent. Le slogan de la Sea Org est Revenimus (Nous revenons). Des déclarations officielles de l’Église de scientologie prétendent que le contrat est purement symbolique du dévouement des membres, dont on attend qu'ils restent dans l'organisation, et que les membres sont libres de quitter s'ils le souhaitent. Toutefois, d’anciens employés prétendent que les membres ne peuvent pas quitter à leur guise Sea Org. Les membres qui quittent l’organisation sont contraints au Freeloader's bill, qui leur facture rétroactivement tous les auditing ou entraînements reçus. Ces scientologues ne peuvent pas recevoir de service d'une organisation scientologue jusqu'à ce qu'ils aient remboursé cette facture et fait un projet de modification.

## Salaire et bénéfices des membres
La plupart des membres du Sea Org reçoivent une chambre et une petite allocation hebdomadaire de 24 $ US par semaine (toutefois certaines sources disent 75 $ US).

## Le Projet Force Réhabilitation
Le Projet Force Réhabilitation, ou PFR, est un système de camps de travail mis en place par la Sea Organisation de l’Église de scientologie, qui tente de réhabiliter les membres qui n'ont pas agi selon les attentes de l’Église de scientologie, qui ont échoué à une inspection de sécurité ou qui ont violé certaines politiques.
Plusieurs ex-membres de la Sea Org ont fait état de traitements très durs, notamment de torture. Par exemple Gerry Armstrong, durant son temps au sein de la Sea Org, a passé deux ans banni dans le PFR comme punition. Selon lui[réf. nécessaire] :
« C’était essentiellement une prison dans laquelle le personnel qui était considéré comme improductif, présentant un risque pour la sécurité, ou juste voulant quitter la Sea Org, était assigné. La politique du PFR de Hubbard a établi les conditions. Les membres du PFR étaient isolés et il ne leur était pas permis de communiquer avec qui que ce soit. Ils avaient leurs propres espaces et n’étaient pas admis dans les aires du bateau des membres normaux. Ils mangeaient après les membres normaux, et seulement ce qui restait des repas des membres normaux. Leur accostage était le pire à bord, dans une salle infestée de cafards, sale et non ventilée. Ils portaient des chemises noires, même dans les temps les plus chauds. Il était exigé qu'ils courent partout où ils allaient. La discipline était rude et bizarre, avec des directives de courir durant des laps de temps dans le bateau pour l'infraction la plus insignifiante comme d'oublier de s'adresser à un chef en disant "Monsieur". Le travail était dur et l’horaire était rigide avec sept heures de sommeil du couvre-feu au lever, des pauses repas courtes, pas de liberté ou de temps libre… Lorsqu’une jeune femme placée dans le PFR prenait une assignation trop à la légère, Hubbard avait créé le PFR de PFR et l'assignait dedans, une expérience encore plus dégradante, coupée même du PFR, gardée sous surveillance, où l'on était forcé de nettoyer la cale du bateau avec encore moins de sommeil accordé. »
L'Église de scientologie, en revanche, indique que le projet est proposé aux membres qui ont commis des fautes graves et qui souhaitent rester membres de Sea Org, et confirme que dans ce cadre, les fautifs doivent, en plus des 8 heures de travail quotidiennes, participer à 5 heures d'études religieuses, mais que le sommeil ne doit pas être de moins de 7 heures par nuit. L'église reconnaît que le programme est très exigeant, aussi bien physiquement que spirituellement.

## Rencontres, mariage et famille
Le mariage et la famille ne sont pas encouragés dans la Sea Org car ils sont perçus comme une distraction qui empêcherait de servir l'église.
Les couples mariés désirant un enfant doivent quitter la Sea Org et n'y revenir qu'à la fin de l'éducation des enfants.

## Accusations d'avortement forcés
De nombreuses femmes ont témoigné sous serment de leur avortement forcé lorsqu'elles étaient membres de la Sea Org. Elles soulignent que si elles ne l'avaient pas pratiqué, elles auraient été renvoyées dans des organisations inférieures.
La scientologie se présente cependant officiellement comme opposée à l'avortement, et en parle activement dans ses publications.

## Quitter la Sea Org
L'Église de scientologie indique que tout le monde à le droit de quitter la Sea Org. Mais si les personnes qui démissionnent veulent rester au sein de l'Église de scientologie, elles peuvent être contraintes d'intégrer un programme pour compenser les torts causés à l'église, même financièrement.

## Analyses
Le livre de Rodney Stark et William Sims Bainbridge — des théologiens universitaires — paru en 1996, Une Théorie de la Religion, dit à propos de la scientologie que « ce culte planétaire fournit des statuts militaires compensatoires, dans sa Sea Org ». Dans Des Slogans aux Mantras (2001), le sociologue Stephen A. Kent citait le livre de Jon Atack, Un morceau de ciel bleu, qui décrivait le traitement des membres de la Sea Org dans le Projet Force Réhabilitation : « Ces techniques imitant l'organisation militaire et utilisées depuis longtemps par l'armée pour obtenir une obéissance indiscutable, immédiate et conforme aux ordres, ou simplement pour briser l'esprit d'un homme, faisaient toutes partie d'un rituel d'humiliation des membres de la Sea Org. »
La Sea Org, telle qu’elle est décrite dans l'article « The Apostate (L’Apostat) » de Lawrence Wright paru dans le New Yorker, (édition des 14 et 21 février 2011), aurait utilisé des enfants issus des familles scientologues pour des travaux forcés. L'article décrit des conditions extrêmes et inhumaines. Les enfants passent des années dans l'organisation, privés d'une vie scolaire normale.
L’ancien membre Aaron Judge disait au Sunday Telegraph de Sydney : « La Sea Org est comme une organisation militaire. Tu vis dans des locaux exigus, on te sert de la nourriture dans une cafétéria et tu travailles de 8 h 30 le matin jusqu’à 23 h 30. »